# Biltong

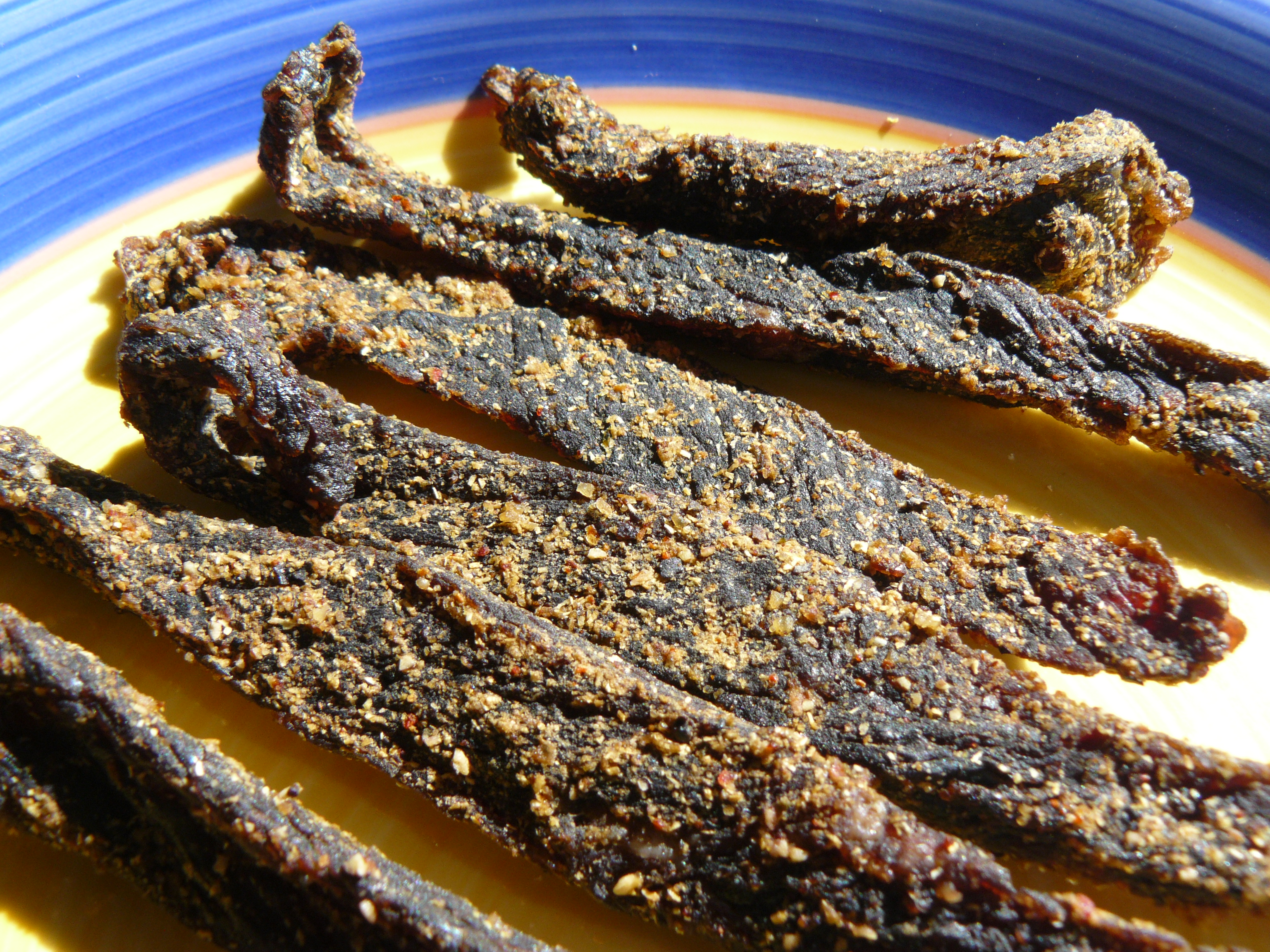
Bâtons de biltong de bœuf artisanaux.

Le biltong est un type de viande séchée typique de la cuisine sud-africaine, mis au point par les Afrikaners pour survivre lors du Grand Trek. Le biltong est le plus souvent préparé à partir de viande de bœuf. D'autres viandes telles que la viande d'autruche, de springbok, de gemsbok ou de koudou sont aussi utilisées.
Le mot « biltong » vient de l'afrikaans bil (« fesse ») et tong (« bande » ou « langue »).

## Ingrédients
Les ingrédients les plus couramment employés dans la fabrication du biltong sont le vinaigre, le sel, la coriandre, le poivre noir et le sucre ou la cassonade.
Sont souvent ajoutés le vinaigre balsamique ou vinaigre de malt, le chili, l'ail, le bicarbonate de soude, l'oignon en poudre et le salpêtre.

## Préparation
Généralement, la viande est marinée dans une solution de vinaigre durant quelques heures. Traditionnellement, on utilise du vinaigre de cidre mais il est possible de se servir de vinaigre balsamique.
Le mélange d'épices traditionnel est composé à parts égales de sel, de coriandre, de poivre noir et de cassonade. Le salpêtre est un conservateur optionnel qui est utilisé essentiellement pour du biltong qui ne sera pas congelé par la suite.
Ensuite, on laisse la viande reposer pendant plusieurs heures et on retire le maximum de liquide avant de la sécher.

## Séchage

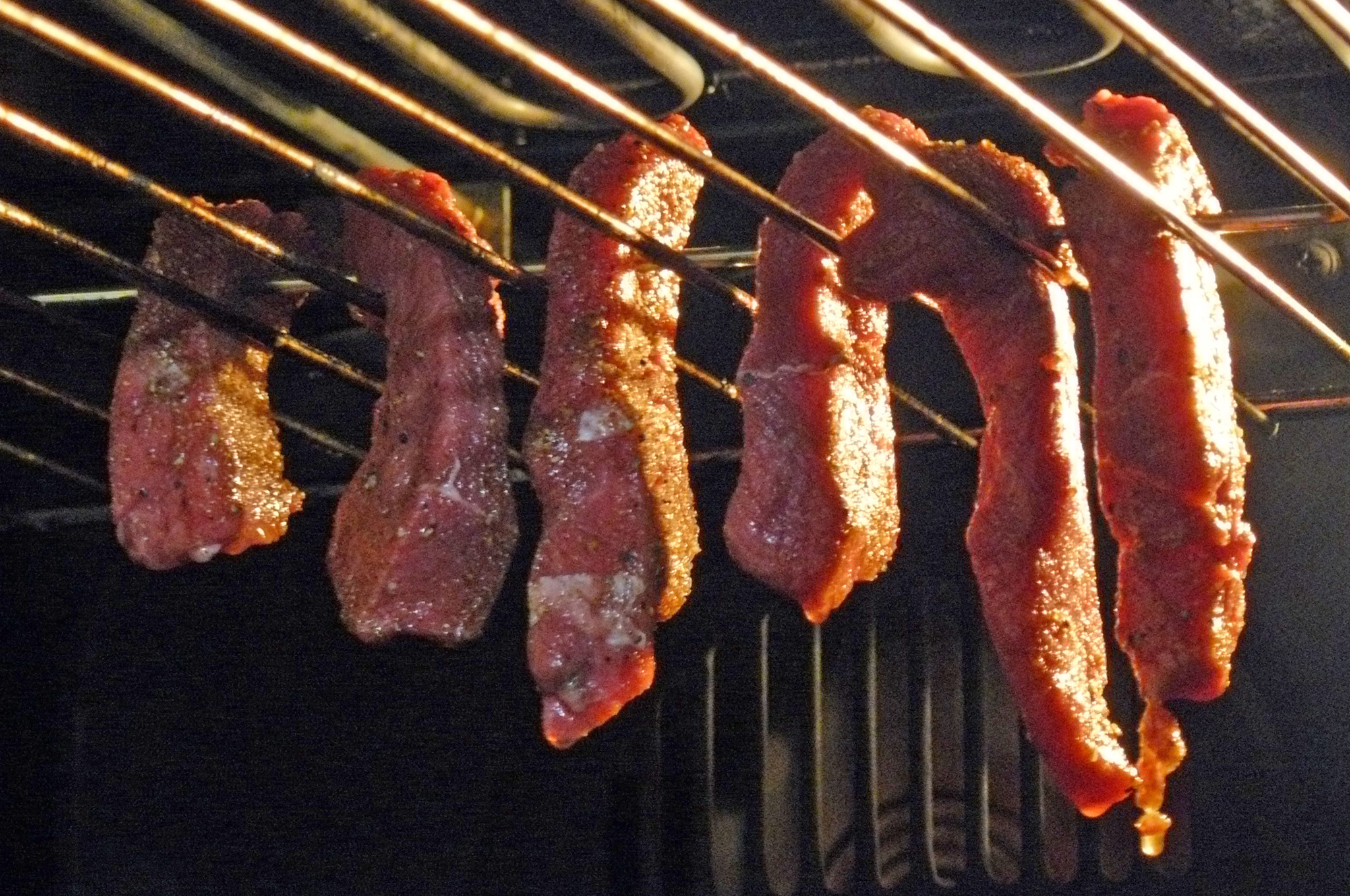
Séchage rapide de viande à l'aide d'un four électrique.

La viande est traditionnellement séchée à l'air libre (en campagne), dans des boîtes en bois ou en carton (en ville) ou dans des chambres climatisées (production commerciale).
Selon la tradition locale sud-africaine, le biltong a été fabriqué au XVIIe siècle par des pionniers hollandais qui plaçaient de grandes lanières de viande crue sous les selles des chevaux pour les faire sécher avec la sueur salée des chevaux. Cette sueur salée préservait la chair et en même temps l'attendrissait du choc de la chevauchée. Ce processus de « séchage » a permis de fournir une source fiable et riche de protéines qui a duré des mois,, D'autres spéculent que les premiers colons hollandais ont simplement adopté une coutume indigène de conservation de la viande. Cependant, cela est plutôt improbable car l’utilisation des chevaux n’a commencé qu’avec la colonisation de l’Afrique du Sud. Le cheval faisait partie de l'héritage colonial, comprenant les maladies, les microbes, les mauvaises herbes, les plantes et les animaux domestiques qui ont accompagné la colonisation européenne en Afrique australe à partir du milieu du XVIIe siècle. L'État colonial moderne qui a émergé au XIXe siècle était basé, au moins en partie, sur la fonction décisive du cheval dans l'agriculture, l'armée et les communications.
Le biltong peut également être fabriqué de manière artisanale dans des climats plus froids en séchant la viande à l'aide d'une ampoule électrique. Le biltong est alors maintenu à une température constante de 27 °C environ pendant plusieurs jours ; un soin tout particulier doit être apporté à la ventilation, sans quoi de la moisissure risque de se former. Il est cependant possible de se débarrasser de celle-ci, lorsqu'elle est présente en faible quantité, en rinçant la viande avec du vinaigre. À titre d'exemple, une ampoule de 40 W permet de sécher 5 kg de biltong en 3 à 5 jours suivant la température ambiante et la tendreté souhaitée pour la viande.
Avec un four électrique ventilé (et la porte entrouverte pour évacuer l'air humide), la viande peut être séchée en l'espace de quelques heures ; cependant, la plupart des consommateurs considèrent que la viande séchée lentement a meilleur goût.

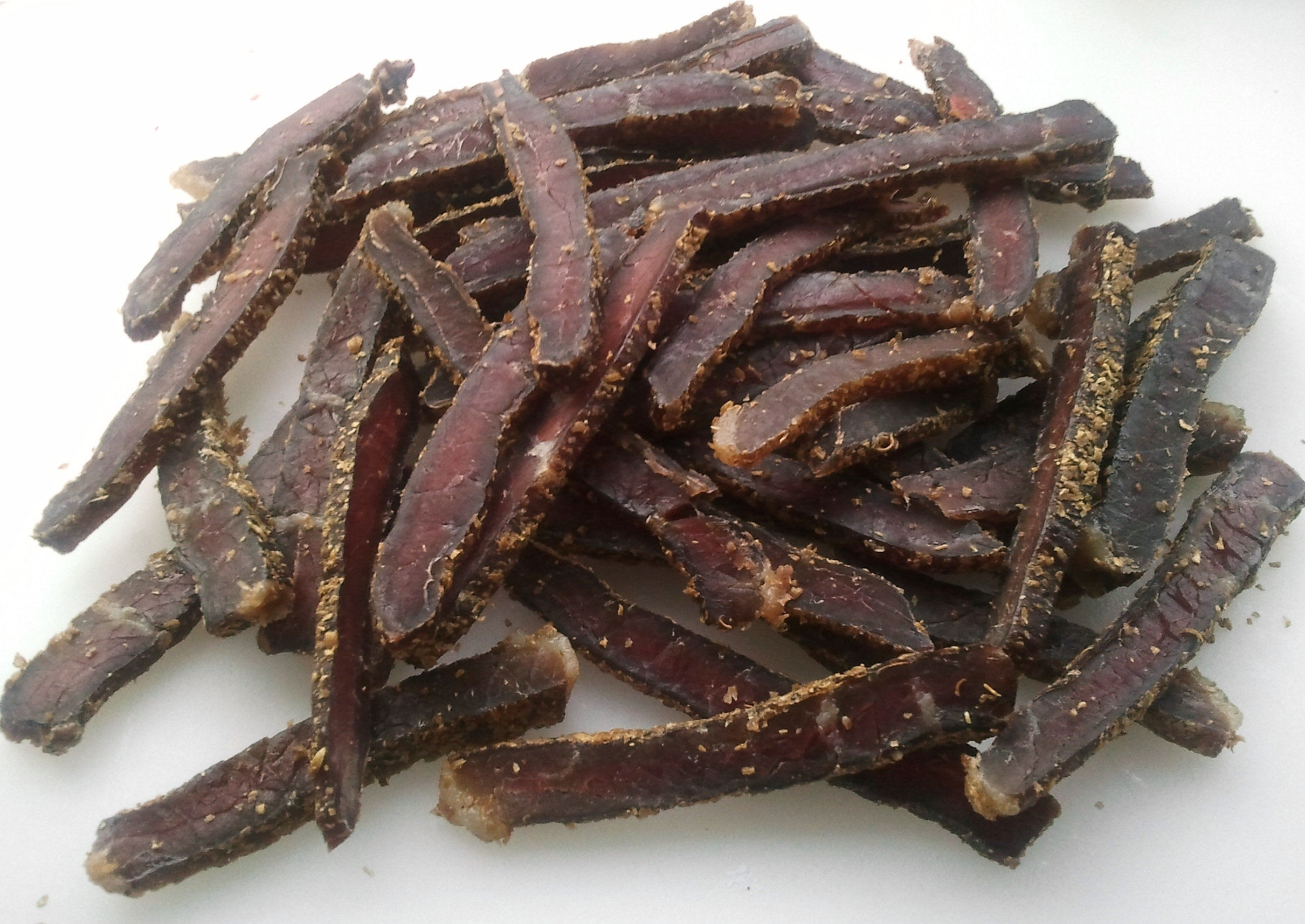
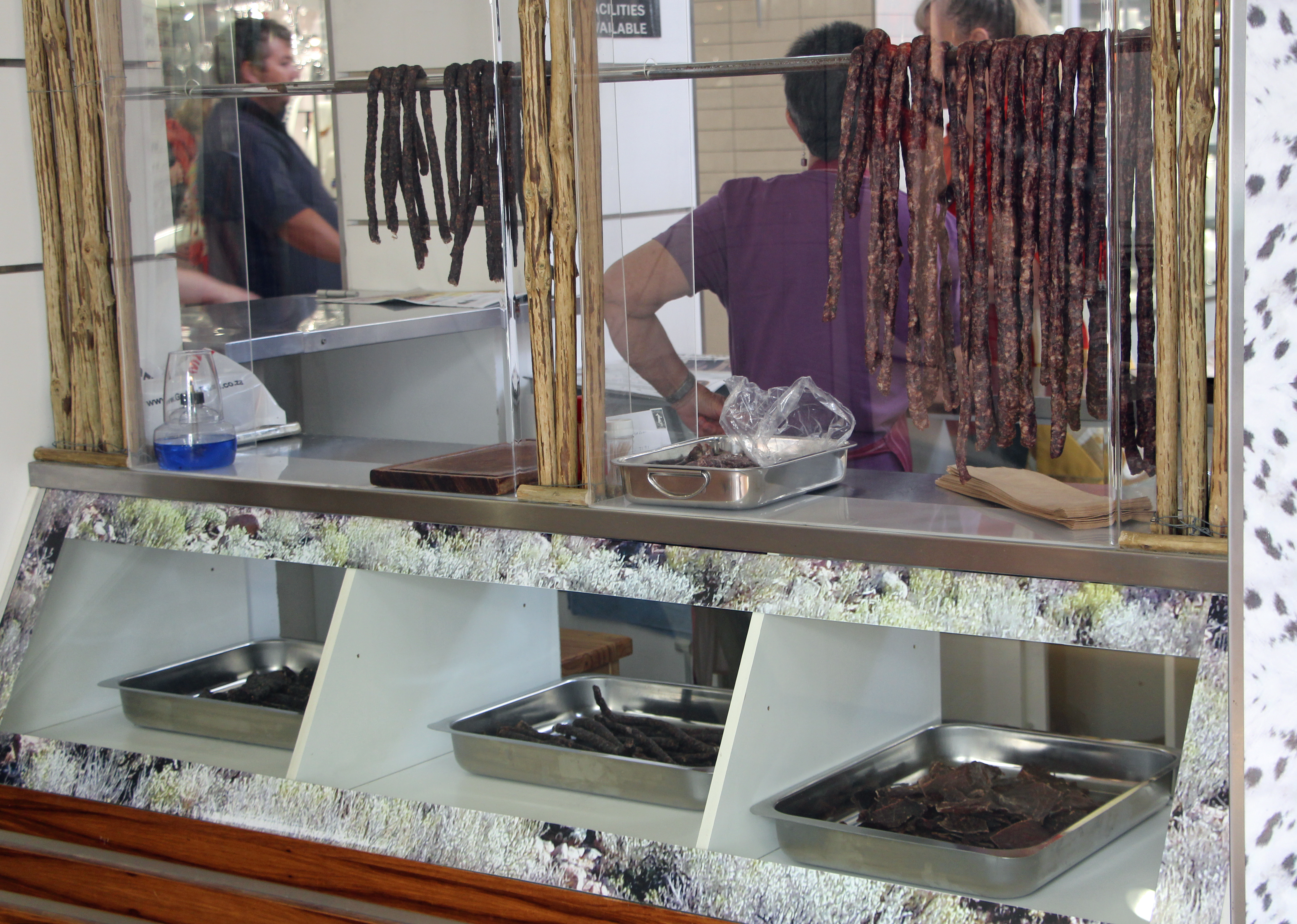
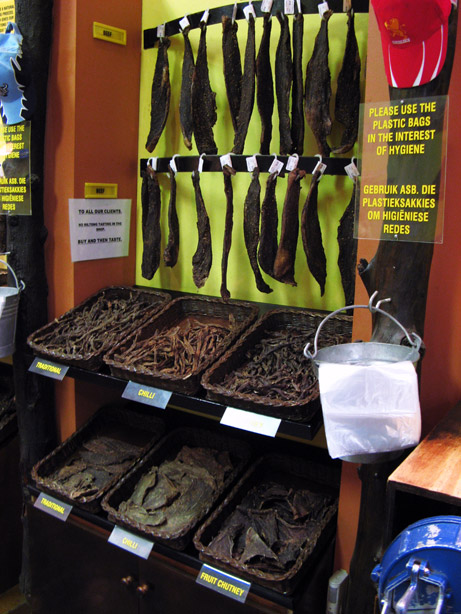
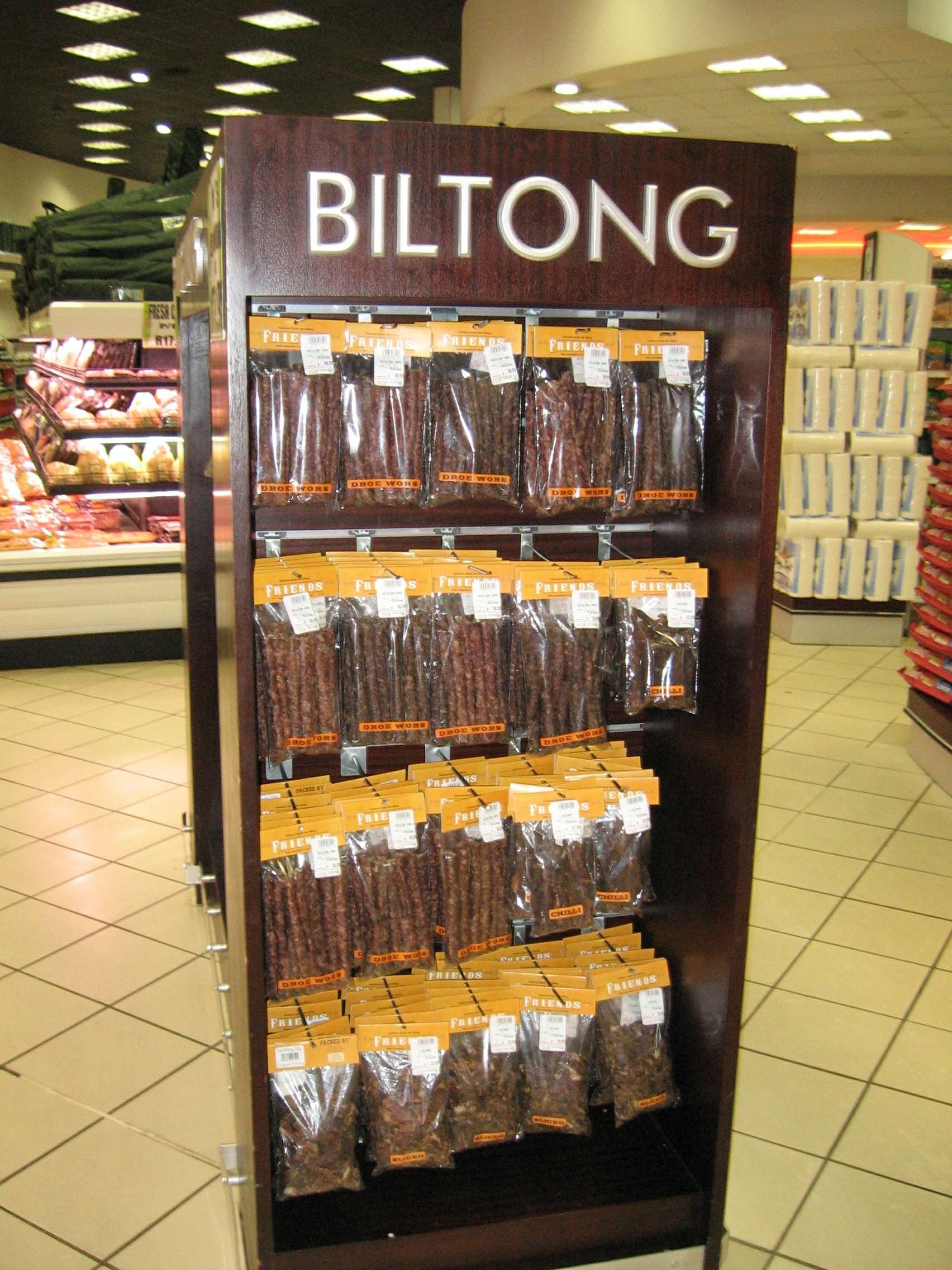